# Ischnosiphon polyphyllus
Ischnosiphon polyphyllus är en strimbladsväxtart som först beskrevs av Eduard Friedrich Poeppig och Stephan Ladislaus Endlicher, och fick sitt nu gällande namn av Friedrich August Körnicke. Ischnosiphon polyphyllus ingår i släktet Ischnosiphon och familjen strimbladsväxter. Inga underarter finns listade.